# Regelia cymbifolia
Regelia cymbifolia är en myrtenväxtart som först beskrevs av Friedrich Ludwig Diels, och fick sitt nu gällande namn av Charles Austin Gardner. Regelia cymbifolia ingår i släktet Regelia och familjen myrtenväxter. Inga underarter finns listade i Catalogue of Life.